# Stazione di Gangnam-gucheong
La stazione di Gangnam-gucheong (강남구청역 - 江南區廳驛, Gangnam-gucheong-nyeok ) è una stazione ferroviaria situata nel quartiere di Gangnam-gu della città di Seul, in Corea del Sud, servita dalla linea Bundang, ferrovia suburbana della Korail.

## Linee
Seoul Metro
● Linea 7 (Codice: 730)
Korail
■ Linea Bundang (Codice: K213)

## Struttura
La stazione di Gangnam-gucheong è realizzata in sotterraneo, ed è costituita da due linee che si incrociano perpendicolarmente. Le uscite sono in comune, mentre entrambe le linee dispongono dei loro mezzanini

### Stazione della linea 7
La linea 7 possiede due mezzanini (est e ovest) al secondo livello sotterraneo, mentre i binari sono al piano immediatamente sottostante. Sono presenti due marciapiedi laterali con due binari passanti, protetti da porte di banchina di sicurezza.
| Direzione Jangam            | ● Linea 7 | per Geondae-ipgu, Nowon, Dobongsan e Jangam                     |
| Direzione Bupyeong-gucheong | ● Linea 7 | per Express Bus Terminal, Isu, Daerim, Onsu e Bupyeong-gucheong |

### Stazione Korail
La linea Bundang è situata al quinto piano sotterraneo, mentre il mezzanino si trova al primo livello sotterraneo. Sono presenti due marciapiedi laterali con due binari passanti, protetti da porte di banchina di sicurezza.
| 1 | ■ Linea Bundang | per Seolleung, Suseo, Jeongja, Jukjeon, Giheung e Suwon |
| 2 | ■ Linea Bundang | per Wangsimni                                           |

## Stazioni adiacenti
| «              | Servizio        | »              |
| Linea 7        | Linea 7         | Linea 7        |
| -------------- | --------------- | -------------- |
| Cheongdam      | Locale          | Hakdong        |
| Linea Bundang  |                 |                |
| Apgujeongrodeo | Locale Espresso | Seonjeongneung |